# Pelodytidae
Pelodytidae é uma família de anfíbios pertencentes à ordem anura, subordem Mesobatrachia.
Esta família apenas contém um género (Pelodytes) com 5 espécies.

## Classificação
- Pelodytidae
  - Pelodytes
    - Pelodytes atlanticus Díaz-Rodríguez, Gehara, Márquez, Vences, Gonçalves, Sequeira, Martínez-Solano, and Tejedo, 2017
    - Pelodytes caucasicus Boulenger, 1896
    - Pelodytes hespericus Díaz-Rodríguez, Gehara, Márquez, Vences, Gonçalves, Sequeira, Martínez-Solano, and Tejedo, 2017
    - Pelodytes ibericus Sánchez-Herraíz, Barbadillo-Escrivá, Machordom, and Sanchíz, 2000
    - Sapinho-de-verrugas-verdes - Pelodytes punctatus (Daudin, 1802)